# فريق المهارة
فريق المهارة مسلسل رسوم متحركة كوري عرض لأول مره في 2 يونيو 2000 واستمر عرضه حتى 8 ديسمبر 2000. تمت دبلجة المسلسل للعربية بواسطة استديو الشرق الأوسط للإنتاج والتوزيع الفني في عمان في الأردن.

## الأصوات العربية
قام بالأدوار
- إيمان هايل
- سناء المفلح
- سهير إياد
- أسماء مصطفى
- حنان الشيخ
- أحمد أبو سويلم
- عامر اشتية (مدرجة باسم عامر أشتيه)
- طارق عمر

## طاقم العمل في النسخة العربية
الترجمة والإعداد : أحمد أبو سويلم
تمت الدبلجة في ستديوهات

الشرق الأوسط

عمان - الأردن
التسجيل الصوتي : أحمد السبيعي، أنس ياغي
أغنية المقدمة

كلمات : محمد الظاهر

ألحان : طلال أبو الراغب

غناء : طلال أبو الراغب وآخرون
حقوق التوزيع

المجموعة الأوربية للتجارة

دمشق - سورية

ص . ب 5192
كومبيوتر المقدمة : أسامة فاضل
الإشراف الهندسي والمكساج : م. أبراهيم عرسان
إنتاج وتوزيع

الشرق الأوسط للإنتاج والتوزيع الفني

ص.ب 940877 عمان 11194

هاتف : 5652122 (962.6)

عمان - الأردن
الإشراف العام : محمد عبد الغني ياغي
الإشراف الفني : عمر حامد

## وصلات خارجية
- http://www.bestanimation.co.kr/Library/Animation/Info.php?Idx=911&page=1&mainType=1&mainKeyword=&subType=&subKeyword=%ED%83%9C%EA%B6%8C%EC%99%95+%EA%B0%95%ED%83%9C%ED%92%8D
- http://www.hangil.co.kr/
- http://nstore.naver.com/error_page/stopSale.html?tailBannerReserveUrl=http%3A%2F%2Fevent.appstore.naver.com%2FeventPage%2Fpassion_boy.nhn%3Fcode%3Dappend&tailBannerDateCheck=false&tailBannerImg=http%3A%2F%2Fnstore.phinf.naver.net%2F20150416_289%2Fnstore_adm_1429179408836LBhKe_JPEG%2FC0A51.JPG&tailBannerReserveImg=http%3A%2F%2Fnstore.phinf.naver.net%2F20150918_49%2Fnstore_adm_1442560783992Hc2GE_JPEG%2F__747_47.jpg&tailBannerUrl=http%3A%2F%2Fnstore.naver.com%2Fappstore%2Fandroid%2FeventList.nhn
- http://sulfur.pe.kr/tech/board.php?board=lyric&command=body&no=561/